# Burgstall Deining
Der Burgstall Deining ist eine abgegangene Höhenburg auf 632 m ü. NHN 400 m nordöstlich von Schloss Hornstein in Hornstein, einem Gemeindeteil der Gemeinde Egling im Landkreis Bad Tölz-Wolfratshausen in Bayern. Er wird als Bodendenkmal unter der Aktennummer D-1-8034-0106 als „Burgstall des hohen und späten Mittelalters sowie Siedlung der römischen Kaiserzeit“ geführt.

## Beschreibung
Die in etwa ovale Anlage besitzt eine Breite von 75 m in Ost-West-Richtung und eine Länge von 80 m in Nord-Süd-Richtung. Sie liegt in einem Waldgebiet und auf einem nach Süden gerichteten Bergsporn des Isar-Hochufers, auf der Nordseite eines von Aumühle heraufziehenden Taleinschnitts. Sie ist vom angrenzenden Isar-Hochufer durch einen doppelten Graben mit dazwischenliegendem Wall sowie durch einen grabenseitigen Abschnittswall auf der gefährdeten Nordseite des Kernburgareals gesichert, weitere Spuren einer ehemaligen Bebauung sind nicht vorhanden. Das Areal weist aber Besiedlungsspuren aus der römischen Kaiserzeit auf.

## Geschichte
Die Burg entstand im Hochmittelalter und diente möglicherweise der Überwachung eines Weges, der im südlich angrenzenden Taleinschnitt von der Isar aufs Hochufer zwischen der nördlich gelegenen Burg Hornstein und dem hier beschriebenen Burgstall herauf führte. Von der ehemaligen Burganlage ist nichts überliefert.